# Liste von Erhebungen in Brandenburg
Die Liste von Erhebungen in Brandenburg enthält eine Auswahl von Bergen und Erhebungen sowie deren Ausläufern im deutschen Bundesland Brandenburg – sortiert nach Höhe in Meter (m) über Normalhöhennull (NHN):
Die in der Ausgangsansicht nach Höhe geordnete Tabelle ist durch Klick auf die Symbole bei den Spaltenüberschriften sortierbar.
| Name                        | Höhe  | Landkreis / Kreisfreie Stadt | Gemeinde                        | Höhenzug                   | Koordinaten                      | Bemerkung |
| --------------------------- | ----- | ---------------------------- | ------------------------------- | -------------------------- | -------------------------------- | --- |
| Heidehöhe                   | 201,4 | Elbe-Elster                  | Gröden                          | Grödener Berge             | 51° 23′ 6″ N, 13° 34′ 33″ O      | höchster topographischer Punkt, aber nicht höchster Berg Brandenburgs. Der aufgeschüttete, 206,1 m hohe und Heideberg genannte Gipfel liegt in Sachsen. Aussichtsturm                                                                |
| Kutschenberg                | 200,7 | Oberspreewald-Lausitz        | Großkmehlen                     | Kmehlener Berge            | 51° 21′ 53″ N, 13° 43′ 37″ O     | höchster Berg Brandenburgs |
| Hagelberg                   | 200,2 | Potsdam-Mittelmark           | Bad Belzig                      | Hoher Fläming              | 52° 8′ N, 12° 31′ O              | galt bis 2000 als höchster Berg Brandenburgs |
| Hoher Berg                  | 183,7 | Spree-Neiße                  | Döbern                          | Muskauer Faltenbogen       | 51° 36′ 46″ N, 14° 34′ 41″ O     | militärischer Sicherheitsbereich |
| Golmberg                    | 178,0 | Teltow-Fläming               | Nuthe-Urstromtal                | Niederer Fläming           | 52° 0′ 58″ N, 13° 20′ 35″ O      | |
| Brandberg                   | 175,0 | Spree-Neiße                  | Felixsee                        | Muskauer Faltenbogen       | 51° 35′ 43″ N, 14° 32′ 59″ O     | |
| Wache-Berge                 | 172,0 | Potsdam-Mittelmark           | Wiesenburg/Mark                 |                            | 52° 5′ 12″ N, 12° 21′ 17″ O      | |
| Hutberg                     | 162,2 | Oder-Spree                   | Neuzelle                        |                            | 52° 6′ 52″ N, 14° 32′ 12″ O      | |
| Kesselberg                  | 161,0 | Oberspreewald-Lausitz        | Calau                           | Cabeler Berge              | 51° 42′ 13″ N, 13° 56′ 42″ O     | |
| Semmelberg                  | 157,6 | Märkisch-Oderland            | Höhenland                       | Barnim                     | 52° 44′ 31″ N, 13° 57′ 49″ O     | |
| Warnsdorfer Höhe            | 153,9 | Landkreis Prignitz           | Warnsdorf (Halenbeck-Rohlsdorf) |                            | 53° 15′ 35″ N, 12° 16′ 47″ O     | |
| Rauensche Berge             | 153,0 | Oder-Spree                   | Rauen                           |                            | 52° 19′ 11″ N, 14° 2′ 33″ O      | |
| Güterbank                   | 153,0 | Elbe-Elster                  | Elsterwerda                     |                            | 51° 28′ 59″ N, 13° 30′ 11″ O     | |
| Babbener Berge              | 152,0 | Elbe-Elster                  | Massen-Niederlausitz            | Lausitzer Grenzwall        | 51° 43′ 12″ N, 13° 48′ 0″ O      | |
| Dubrower Berge              | 150,0 | Oder-Spree                   | Langewahl                       |                            | 52° 18′ 49″ N, 14° 6′ 37″ O      | |
| Wehlaberg                   | 144,0 | Dahme-Spreewald              | Krausnick-Groß Wasserburg       | Krausnicker Berge          | 52° 3′ 29″ N, 13° 48′ 4″ O       | Aussichtsturm |
| Schwarzer Berg              | 144,0 | Dahme-Spreewald              | Golßen                          |                            | 51° 58′ 13″ N, 13° 31′ 10″ O     | |
| Gehrener Berge              | 140,0 | Dahme-Spreewald              | Heideblick                      | Lausitzer Grenzwall        | 51° 47′ 26″ N, 13° 38′ 0″ O      | Grüneberg, Königsberg, Mosesberg |
| Hirschberge                 | 135,0 | Frankfurt (Oder)             |                                 |                            | 52° 21′ 29″ N, 14° 25′ 37″ O     | |
| Börnickenberg               | 129,0 | Teltow-Fläming               | Jüterbog                        |                            | 51° 58′ 29″ N, 13° 7′ 50″ O      | |
| Krugberg                    | 129,0 | Märkisch-Oderland            | Oberbarnim                      | Märkische Schweiz          | 52° 35′ 14″ N, 14° 4′ 59″ O      | |
| Butterberg                  | 128,0 | Prignitz                     | Groß Pankow                     |                            | 53° 5′ 11″ N, 12° 13′ 0″ O       | |
| Kronsberge                  | 125,0 | Prignitz                     | Groß Pankow                     |                            | 53° 5′ 24″ N, 12° 5′ 35″ O       | |
| Wietkiekenberg              | 124,7 | Potsdam-Mittelmark           | Schwielowsee                    | Zauche                     | 52° 18′ 27″ N, 12° 56′ 59″ O     | |
| Pflanzenberg                | 124,0 | Spree-Neiße                  | Drebkau                         |                            | 51° 40′ 30″ N, 14° 16′ 4″ O      | |
| Wahrberg (Groß Woltersdorf) | 120,0 | Prignitz                     | Groß Pankow                     |                            | 53° 4′ 49″ N, 12° 9′ 29″ O       | |
| Pimpinellenberg             | 119,0 | Barnim                       | Oderberg                        | Oderberger Endmoräne       | 52° 52′ 6″ N, 14° 0′ 50″ O       | |
| Kahle Glatze                | 116,0 | Spree-Neiße                  | Guben                           | Kaltenborner Berge         | 51° 55′ 40″ N, 14° 39′ 37″ O     | |
| Taubendorfer Eichberge      | 115,0 | Spree-Neiße                  | Schenkendöbern                  |                            | 51° 53′ 26″ N, 14° 36′ 9″ O      | |
| Kleiner Ravensberg          | 114,2 | Potsdam                      |                                 | Saarmunder Endmoränenbogen | 52° 21′ 42″ N, 13° 3′ 59″ O      | |
| Weinberg                    | 111,0 | Uckermark                    | Gerswalde                       |                            | 53° 7′ 26″ N, 13° 47′ 48″ O      | |
| Blocksberge                 | 110,6 | Dahme-Spreewald              | Märkische Heide                 |                            | 52° 8′ 12″ N, 13° 59′ 7″ O       | |
| Marienberg                  | 110,0 | Dahme-Spreewald              | Märkische Heide                 |                            | 52° 0′ 12″ N, 13° 59′ 7″ O       | |
| Eichberg                    | 108,9 | Teltow-Fläming               | Zossen                          |                            | 52° 10′ 12″ N, 13° 31′ 33″ O     | |
| Götzer Berg                 | 108,6 | Potsdam-Mittelmark           | Groß Kreutz                     | Götzer Berge               | 52° 26′ 9″ N, 12° 43′ 38″ O      | Aussichtsturm |
| Großer Ravensberg           | 108,2 | Potsdam                      |                                 | Saarmunder Endmoränenbogen | 52° 21′ 3″ N, 13° 4′ 1″ O        | |
| Kranichsberg                | 105,0 | Oder-Spree                   | Woltersdorf                     |                            | 52° 26′ 36″ N, 13° 46′ 28″ O     | Aussichtsturm |
| Löwendorfer Berg            | 104,0 | Teltow-Fläming               | Trebbin                         |                            | 52° 13′ 9″ N, 13° 11′ 18″ O      | Aussichtsturm |
| Schäferberg                 | 103,0 | Spree-Neiße                  | Neuhausen/Spree                 | Krumme Berge               | 52° 25′ 0″ N, 13° 7′ 42″ O       | |
| Telegrafenberg              | 094,0 | Potsdam                      |                                 | Saarmunder Endmoränenbogen | 52° 22′ 53″ N, 13° 3′ 52″ O      | Standort des Wissenschaftspark Albert Einstein |
| Beckers Höhe                | 094,0 | Märkisch-Oderland            | Rüdersdorf bei Berlin           | Barnim                     |                                  | Höhenpunkt mit Denkmal für den Förster Becker, auf Gemeindegebiet der Gemeinde Rüdersdorf bei Berlin, in Nähe des Woltersdorfer Kranichsbergs.                                                                                       |
| Mönchskopf                  | 093,0 | Märkisch-Oderland            | Rüdersdorf bei Berlin           | Barnim                     |                                  | Erhebung nördlich vom Kranichsberg und westlich von der Beckershöhe im Niederen Barnim in der Rüdersdorfer Heide gelegen. https://de-de.topographic-map.com/map-pr5t6/R%C3%BCdersdorf-bei-Berlin/?center=52.44529%2C13.78939&zoom=14 |
| Schwarzer Berg              | 089,3 | Potsdam-Mittelmark           | Beetzsee                        | Nauener Platte             | 52° 29′ 5″ N, 12° 31′ 46″ O      | |
| Kolberg                     | 089,0 | Dahme-Spreewald              | Heidesee                        |                            | 52° 14′ 21″ N, 13° 48′ 53″ O     | |
| Gollwitzer Berg             | 085,9 | Potsdam-Mittelmark           | Rosenau                         | Karower Platte             | 52° 21′ 37″ N, 12° 17′ 41″ O     | |
| Kleiner Rummelsberg         | 081,0 | Barnim                       | Chorin                          | Endmoränenbogen Chorin     | 52° 54′ 45″ N, 13° 58′ 55″ O     | möglicherweise ein Drumlin, umstritten |
| Gipsberg                    | 079,8 | Teltow-Fläming               | Sperenberg                      |                            | 52° 8′ 25″ N, 13° 22′ 35″ O      | Aussichtsturm |
| Pfingstberg                 | 076,0 | Potsdam                      |                                 |                            | 52° 25′ 7″ N, 13° 3′ 32″ O       | Standort der Belvedere auf dem Pfingstberg und des Pomonatempel |
| Weinberg                    | 069,3 | Oder-Spree                   | Storkow                         | Waltersberge               | 52° 15′ 54″ N, 13° 57′ 26″ O     | höchste Erhebung der Binnendüne Waltersberge, einem Naturschutz- und FFH-Gebiet im Natura 2000 Verbund |
| Gallberg                    | 068,2 | Potsdam-Mittelmark           | Havelsee                        | Nauener Platte             | 52° 29′ 6,3″ N, 12° 30′ 11,5″ O  | Fundplatz ausgedehnter Urnengräberfelder |
| Friedensberg                | 067,8 | Potsdam-Mittelmark           | Rosenau                         | Karower Platte             | 52° 19′ 34,2″ N, 12° 22′ 11,1″ O | eisenzeitliche Gräber |
| Marienberg                  | 067,7 | Brandenburg an der Havel     |                                 |                            | 52° 24′ 56″ N, 12° 32′ 50″ O     | |
| Fohrder Berg                | 067,6 | Potsdam-Mittelmark           | Havelsee                        | Nauener Platte             | 52° 28′ 9,2″ N, 12° 29′ 21,1″ O  | Tagebauflächen zur Kies- und Sandgewinnung |
| Alter Mühlberg              | 063   | Havelland                    | Dallgow-Döberitz                |                            |                                  | [ 3 ] |
| Mosesberg                   | 062,9 | Potsdam-Mittelmark           | Beetzseeheide                   | Nauener Platte             | 52° 30′ 12,6″ N, 12° 37′ 5″ O    | prähistorisches Urnengräberfeld aus der frühen Eisenzeit und aus der frühen römischen Kaiserzeit |
| Weinberg                    | 062,8 | Brandenburg an der Havel     |                                 |                            | 52° 26′ 27,6″ N, 12° 38′ 11,4″ O | ehemaliger Weinberg, stillgelegte Tagebaufläche |
| Mühlenberg                  | 060,6 | Brandenburg an der Havel     |                                 | Karower Platte             | 52° 21′ 55,6″ N, 12° 24′ 36,8″ O | prähistorisches Gräberfeld, ehemaliger Mühlberg und ehemaliger Telegrafenberg |
| Hasselberg                  | 058,8 | Potsdam-Mittelmark           | Beetzsee                        | Nauener Platte             | 52° 29′ 12,4″ N, 12° 35′ 29,4″ O | Urnengräberfeld, archäologischer Fundplatz |
| Räuberberg                  | 058,1 | Oder-Spree                   | Tauche                          | Beeskower Platte           | 52° 8′ 50,3″ N, 14° 3′ 33,1″ O   | Bodendenkmal, Burgstall einer deutschen Adelsburg aus dem 12./13. Jahrhundert |
| Wasenberg                   | 048,5 | Potsdam-Mittelmark           | Beetzseeheide                   |                            | 52° 27′ 16,8″ N, 12° 35′ 40″ O   | ehemalige Hinrichtungsstätte |